# Embalse de Valdesalor
El embalse de Valdesalor, también conocido como pantano del Salor, está situado en la cuenca del río Salor dentro de la provincia de Cáceres, en el término municipal de Cáceres, junto a la población de Valdesalor. El embalse se dedica al riego.
Fue inaugurado en 1964 y es la primera de la presas que regulan el curso del Salor.

## Historia
Próximo a la población de Valdesalor, el río pasa bajo un puente de origen romano correspondiente a la calzada de la Vía de la Plata. El puente ha sido reconstruido en numerosas ocasiones desde la Edad Media para ofrecer el aspecto que tiene en la actualidad.

## Entorno natural
Destaca la importancia que tiene este enclave como zona de paso para numerosas especies de aves, que hacen de este sitio un corredor ecológico.
Hay catalogadas 136 especies de aves con presencia significativa  en este paraje, de las 87 protegidas, 27 nidifican en la zona y 22 eligen este sitio para invernar, procediendo la mayoría de países del norte de Europa.
El embalse del Salor y su entorno están catalogado como área de importancia nacional para las aves, además forma parte de la ZEPA Llanos de Cáceres y Sierra de Fuentes y está calificado en el Plan General de Urbanismo como suelo no urbanizable de protección especial Humedales.
El embalse no sólo destaca por las aves, sino también por los mamíferos que habitan en su entorno con "la importante presencia de la nutria", que está catalogada como especie amenazada de interés especial.